# Alfred A. Knopf
Alfred A. Knopf, Inc. ( /knɒpf/ ) é uma editora americana fundada por Alfred Knopf e Blanche Knopf em 1915.  Blanche e Alfred viajavam para o exterior regularmente e eram conhecidos por publicarem livros de escritores europeus, asiáticos e latino-americanos, além de livros americanos. Foi adquirida pela Random House em 1960 e faz parte da divisão Knopf Doubleday Publishing Group da Penguin Random House. 